# Tolmera niveibasalis
Tolmera niveibasalis là một loài bướm đêm trong họ Geometridae.